# Joachim Brandis der Jüngere
Joachim Brandis der Jüngere (geboren 27. Oktober 1553 in Hildesheim; gestorben 13. Januar 1615 ebenda) war ein deutscher Kommunalpolitiker, Hildesheimer Bürgermeister und Stadtchronist.

## Leben
Joachim Brandis der Jüngere war ein Sohn des Hildesheimer Bürgermeisters Joachim Brandis des Älteren und dessen erster Ehefrau Anna Deichs beziehungsweise Anna Dick (gestorben 1588). Der fürstliche Rat Caspar Borcholt (1538–1599), der das Kaiserhaus in Hildesheim erbauen ließ, war sein Schwager.
Brandis studierte an der Universität Erfurt, brach sein Studium aufgrund einer Erkrankung jedoch ab.
Im Zeitraum von 1592 bis 1603 wurde Brandis mehrmals zum Bürgermeister von Hildesheim gewählt.
Nachdem er bis 1574 die von seinem Oheim Tile Brandis verfassten Annalen abgeschrieben hatte, begann er im Oktober desselben Jahres mit der Bearbeitung der Diarien seines Großvaters Henning Brandis. Die beiden Schriften fasste er zu einer Darstellung des Zeitraumes von 1454 bis 1553 in einem Band unter dem Titel Hundert Hildesheimische Jahr zusammen.
Einen weiteren Band verfasste Brandis – aufbauend auf Tiles Annalen und durchflochten mit der Niederschrift eigener Erlebnisse ab dem Jahr 1573 und bis 1609 – unter Benutzung unter anderem der Chronik von Johannes Oldekop. Die „sorgfältige und anschauliche Chronik [... von Brandis fand] beim Rat der Stadt und auch außerhalb Hildesheims“, beispielsweise in Magdeburg, hohe Wertschätzung und wurde unter anderem als Nachschlagewerk benutzt.

## Familie
Brandis heiratete am 21. Mai 1587 in Hildesheim Anna Wedemeyer, Tochter des Braunschweigischen Rats Konrad Wedemeyer.

## Schriften (Auswahl)
- Hundert Hildesheimische Jahr, Band 1